# السموأل
السَّمَوْأل (السَّمَوْءَل) بن غريض بن عادياء بن رفاعة بن الحارث الأزدي، شاعر جاهلي يهودي عربي، ضُرب به المثل في الوفاء. كان ذا بيان وبلاغة، وأحدَ أكثر الشعراء شهرةً في وقته. وله حِصْن في شمال الجزيرة العربية. عاش في نهاية القرن الخامس وفي النصف الأول من القرن السادس الميلادي. من سكان خيبر، كان يتنقل بينها وبين حصن له سماه حصن الأبلق في تيماء. توفي في العام 560م. جعله ابن سلاّم أوّلَ طبقة شعراء يهود؛ وهم ثمانية فيهم أخوه سَعْيَة وكان الأبلق قد بناه جده عادياء.

## معنى اسمه
السّموأل (السَّمَوْءَل) بن عُرَيض (وقيل: غُرَيض) ابن عادياء (بالمدِّ وقد يُقصر): الاسم معرب من العبري (عن العبرية شْمُوئِيل (שְׁמוּאֵל)، من شِيم: اسم، إِيلْ: الله، أي سمّاه الله). 

## نسبه
بيتُهُ بيتُ الشِّعر في يَهود، فهو شاعرٌ وأبوه شاعرٌ، وأخوه سَعْيَة شاعر متقدِّم مجيد. كانت والدته من الغساسنة من قبيلة الأزد. اختلف في نسبه واسم أبيه اختلافا كبيرا فقيل هو من سبط يهوذا وقيل هو من الكاهنين من سبط لاوي، وقيل من غسان من قبيلة الأزد وأنكر غسانيته وأزديته بعض النسابة  وقيل هو ابن يهودي وأمه من غسان من الأزد وقيل بل هو عربي يهودي من بني الديان من بني الحارث بن كعب من قبيلة مذحج لافتخاره بهم في قصيدته وقوله:
اعتنق قومه الديانة اليهودية قبيل انتقالهم إلى خارج اليمن لقبائل ملوك نجران ثم إلى شمال الجزيرة العربية، إلى حصن الأبلق المنيع في تيماء - ثماني ساعات إلى الشمال من المدينة المنورة- الذي بناه جده «عاديا» والمملوكة لآل صموئيل على تلة عالية وكانت مكان توقف للمسافرين من وإلى بلاد الشام.
يدرج بعضُهم عُرَيضاً في النّسب ويرفعون السّموأل إلى جدِّه؛ فيقولون: السّموأل بن عادياء. وساق نسبه آخرون فقالوا: السَّموأل بن حَِيّا ابن عادياء، وإنّما الصّواب: السَّموأل بن عُرَيض بن عادياء؛ بآية ما جاء في نسب أخيه سَعْيَة بن عُرَيض بن عادياء، وهو نسبٌ متَّفقٌ عليه.

## ذرّيته
- برة بنت السمؤال، وهي أم زوجة الرسول محمد العاشرة صفية.
- غريض بن سموأل، وكان شاعرًا.
- شريح بن سموأل، وهو المقصود بالقصيدة التي ارتجلها الأعشى مستجيرَا بشريح.[6]
- رفاعة بن سموأل القرضي.

## أوفى من السموأل
ضُرِب بالسموأل المثل في الوفاء لإسلامِه ابنَهُ للقَتْل على أن يُفَرِّط في دروعٍ أودَعَها امرُؤ القيس أمانةً عنده، في خبرٍ طويل، وقصّة مشهورةٍ، تُطْوَى في قولهم: إنّ امرأ القيس صاحب (قِفا نَبْكِ) اسْتَودع السموأل دروعاً، كانت ملوك كندة يتوارثونها ملكاً عن ملك، فطلبها ملك الحيرة الحارثُ بن أبي شَمِر الغَسّانيّ وألحَّ في تَطْلابِها، فلمَّا حُجِبَت عنه سار إلى السموأل (وقيل: بل وجّه إليه الحارث بن ظالم)، فلمَّا دَهَم الجيشُ السموأل أغلق الحِصنَ دون من دَهَمَه، فأُخِذ له ابنٌ كان خارج الحصن في مُتَصَيَّدٍ له، فخَيّر الحارث السموأل بين دَفْعِ الدروع التي في حِرْزه وقَتْل ابنه، فاختار السَّموأل الوفاءَ بالذِّمّة. و أعطاها ورثة امرئ القيس فقال السموأل:
وفي ذلك يقول الأعشى، مخاطباً بعضَ بَنِي السموأل:

## أشعاره
أشهر شعره لاميته التي مطلعها:

## وصلات خارجية
- بوابة الشعراء: ديوان السموأل